# Instituto Nacional de Ciencias Penales
El Instituto Nacional de Ciencias Penales (INACIPE) es un órgano con personalidad jurídica y patrimonio propio, que goza de autonomía técnica y de gestión, dentro del ámbito de la Fiscalía General de la República, dedicado a impartir educación superior, capacitación técnica y profesional, realizar investigación académica, científica y tecnológica, contribuir en la formulación de políticas públicas en materia de justicia penal y seguridad pública. Además, dicho Instituto podrá participar en la capacitación y formación ética y profesional de las personas servidoras públicas de la Fiscalía General de la República y en los procesos de selección, ingreso y evaluación de las personas integrantes del servicio profesional de carrera.

## Historia
El Instituto Nacional de Ciencias Penales se creó por decreto presidencial de 21 de junio de 1976 (publicado en el Diario Oficial de la Federación el 22 de junio) y abrió sus puertas el 25 de junio de ese mismo año. Su primer director general fue el doctor Celestino Porte Petit Candaudap. Entre 1993 y 1996 sus instalaciones albergaron el Instituto de Capacitación de la Procuraduría General de la República (PGR). Un decreto de 11 de abril de 1996 reinstauró al INACIPE, que retomó e intensificó sus actividades. El 26 de junio de 2012, por resolución conjunta de la PGR (como cabeza de sector) y del Consejo Nacional de Ciencia y Tecnología (Conacyt), el INACIPE fue reconocido como Centro Público de Investigación.
A lo largo de sus cuarenta años de existencia, han colaborado como investigadores del Instituto algunos de los estudiosos más destacados del Derecho Penal en México y en Latinoamérica, tales como Sergio García Ramírez, Olga Islas Magallanes, Julio Hernández Barros, Moisés Moreno, Luis Rodríguez, Eugenio Raúl Zaffaroni, Esteban Righi, entre otros. De tal modo, el área de Investigación ha logrado consolidarse y mantenerse como un referente a nivel nacional e internacional en el ámbito de las ciencias penales. La planta de investigadores e investigadoras actualmente se conforma por: Alejandro Nava Tovar, Enrique Nava Garcés, Blanca Olvera Lezama, Sofía Magdalena Cobo Téllez, Juan Carlos Abreu y Abreu, Ricardo Gluyas Millán, Bernardino Esparza Martínez, María Lima Malvido, Daniel Cunjama López, Eliseo Lázaro Ruiz y Eric García.
Actualmente el Instituto publica dos revistas periódicas. La primera de ellas, la Revista Mexicana de Ciencias Penales, es una publicación cuatrimestral y de naturaleza temática. Entre los autores que han participado destacan José Ramón Cossío, Kai Ambos, Luis de la Barreda, Alejandra Silva Carreras, María de los Ángeles Fromow, Manuel Jorge Carreón Perea, Javier Yankelevich Winocur, entre otros. La Revista Penal México se publica semestralmente en coordinación con las prestigiosas universidades de Salamanca, Huelva, Castilla-La Mancha, Pablo de Olavide y la Cátedra de Derechos Humanos Manuel de Lardizábal.

## Directores generales
| Director general                                  | Periodo     |
| ------------------------------------------------- | ----------- |
| Celestino Porte Petit Candaudap †                 | 1976 - 1981 |
| Gustavo Malo Camacho †                            | 1981 - 1985 |
| Gustavo Barreto Rangel †                          | 1985 - 1988 |
| Ignacio Carrillo Prieto                           | 1988 - 1993 |
| Luis Fernández Doblado (encargado de despacho) ✝︎  | 1996        |
| Fernando Castellanos Tena †                       | 1997 - 2000 |
| Jorge Antonio Mirón Reyes (encargado de despacho) | 2000 - 2001 |
| Gerardo Laveaga Rendón                            | 2001 - 2012 |
| Álvaro Vizcaíno Zamora (encargado de despacho)    | 2012        |
| Rafael Estrada Michel                             | 2012 - 2016 |
| Elisa Speckman Guerra (encargada de despacho)     | 2016        |
| Gerardo Laveaga Rendón                            | 2017 - 2020 |
| Rafael Ruiz Mena (encargado de despacho)          | 2021        |

## Oferta Académica
El Instituto Nacional de Ciencias Penales ofrece una amplia variedad de programas de posgrado, de educación continuada y de educación a distancia 

### Dirección de posgrado
La Dirección de Posgrado del Instituto Nacional de Ciencias Penales planea, ejecuta y supervisa las actividades en coordinación académica, control escolar y desarrollo de planes y programas de estudio que se impartan en las Especialidades, Maestrías y Doctorados que oferta el Instituto.

#### Especialidades escolarizadas
El Instituto Nacional de Ciencias Penales ofrece las siguientes especialidades en modalidad presencial con duración de dos semestres: juicio oral y proceso penal acusatorio; derecho penal; amparo penal; justicia penal para adolescentes; victimología; ciencia forense con énfasis en criminalística; valuación forense; criminalística de campo; documentoscopía y grafoscopía; psicología forense; prevención y persecución de operaciones con recursos de procedencia ilícita.

#### Maestrías escolarizadas
De la misma manera, el INACIPE ofrece maestrías en modalidad presencial con duración de cuatro semestres: psicopatólogía forense y sistema de justicia; justicia internacional; juicio oral y proceso penal acusatorio; ciencia jurídico penal; políticas anticorrupción; criminología y política criminal; victimología; ciencia forense con énfasis en criminalística

#### Maestrías y Doctorados por Investigación
El Instituto Nacional de Ciencias Penales ofrece tres programas de posgrado por investigación, es decir, no escolarizada cuya finalidad es el desarrollo de una investigación indédita que se deberá concluir en un periodo mínimo de tres a seis semestres, para el caso de maestría, o de cuatro a ocho semestres en el caso de doctorado.

##### - Maestría en Ciencias Penales por investigación
La Maestría en Ciencias Penales del INACIPE se desarrolla de forma no escolarizada, con el desarrollo de un curso propedéuctico al inicio del programa y con una etapa de investigación con duración mínima de tres y máxima de seis semestres, en cuyo periodo los estudiantes deberán concluir la tesis. Contiene diversas líneas de investigación entre las que se incluye: dogmática penal, derecho procesal penal, proceso penal acusatorio, pruebas en materia penal, procuración de justicia, administración de justicia, ejecución penal, criminología, criminalística, política criminal, victimología, mediación, filosofía del derecho y otras áreas afines a las ciencias penales.

##### - Doctorado en Ciencias Penales y Política Criminal por investigación
Contando con más de veinte generaciones, el Doctorado en Ciencias Penales y Política Criminal por investigación requiere la realización de una investigación en un plazo de cuatro a ocho semestres en el que los estudiantes deberán concluir su tesis doctoral. Los estudios de Doctorado se desarrollan mediante el acompañamiento de un Comité que se integrará por tres especialistas de los cuales uno será el tutor de la investigación y los dos restantes serán revisores del proceso.

##### - Doctorado en Neuroderecho y Psicopatología Forense por investigación
Único en el mundo, el Doctorado en Neuroderecho y Psicopatología Forense ofrece una oportunidad de adelantar una tesis sobre temas relacionados con los neuroderechos humanos, la neurociencia y los estándares de prueba judicial, el desarrollo cerebral y el sistema de justicia de adolescentes, la psicopatología forense, la neurobiología de las emociones y justicia restaurativa, la neuropsicología forense, la neurocriminología y demás. Este es el primer programa de Doctorado en el mundo que estudia, de manera directa y expresa, el neuroderecho.

### Memoria del Instituto Nacional de Ciencias Penales. 1976-1981, México, INACIPE, 1981.
Instituto Nacional de Ciencias Penales, 40 años de historia, México, INACIPE, 2016.